# Regime aduaneiro especial
Regime aduaneiro especial é aplicado para atender algumas peculiaridades (de ordem econômica, logística ou, simplesmente, para facilitação do comércio) que fogem à regra geral de arrecadação de tributos para importações e exportações. Os regimes aduaneiros especiais são aqueles por meio de que, em regra, as mercadorias entram no país com a exigibilidade dos tributos suspensa. Pode-se citar, por exemplo, do regime de admissão temporária. Esse regime permite a entrada de mercadorias sem o pagamento de tributos porque, a princípio, elas ficarão no país por um tempo determinado e autorizado pela Receita Federal do Brasil para, depois, serem devolvidos ao exterior. É o caso dos carros entram no país para Grande Prêmio Brasil de Fórmula-1 ou dos equipamentos musicais que chegam para os shows do Rock'n Rio.
São vários os regimes aduaneiros especiais previstos na legislação brasileira, sendo estes discriminados no Regulamento Aduaneiro brasileiro (Decreto nº 6.759/2009). Alguns dos principais são os seguintes:
1. Trânsito Aduaneiro
2. Admissão Temporária
3. Drawback
4. Entreposto Aduaneiro
5. Depósito Alfandegado Certificado - DAC
6. RECOF

O regime aduaneiro especial é entendido como uma "benesse" fiscal. No entanto, entende-se que, quando é concedido um regime desse tipo, o beneficiário assume um compromisso. Logo, ele não paga os tributos na entrada dos bens no país, eles ficam suspensos, mas esta suspensão fica condicionada ao cumprimento do compromisso assumido quanto ao prazo de permanência ou quanto à finalidade de utilização dos bens no país. Caso as condições da concessão do regime especial não sejam cumpridas, os tributos a que os bens estariam sujeitos na entrada passam a ser objeto de exigência, juntamente com os acréscimos legais e as penalidades cabíveis.